# (16356) Univbalttech
(16356) Univbalttech est un astéroïde de la ceinture principale.

## Description
(16356) Univbalttech est un astéroïde de la ceinture principale. Il fut découvert le 1er avril 1976 à Naoutchnyï par Nikolaï Tchernykh. Il présente une orbite caractérisée par un demi-grand axe de 3,15 UA, une excentricité de 0,12 et une inclinaison de 2,8° par rapport à l'écliptique.

## Compléments